# کارلوس گومس
کارلوس گومس (اسپانیایی: Carlos Gómez‎; ۱۶ اوت ۱۹۵۲ – ۱۶ دسامبر ۲۰۱۷) بازیکن فوتبال اهل مکزیک بود.
از باشگاه‌هایی که در آن بازی کرده‌است می‌توان به باشگاه فوتبال لئون و باشگاه فوتبال مونتری اشاره کرد.
وی همچنین در تیم ملی فوتبال مکزیک بازی کرده‌است.